# Isabella Andreini

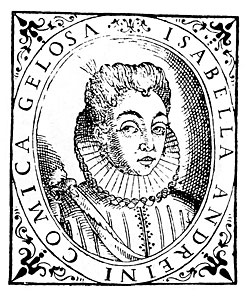
Isabela Andreini, träsnitt från 1588.

Isabella Andreini, född Canali 1562, död 10 juni 1604 var en italiensk skådespelerska.
Andreini var den improviserade teaterns mest berömda kvinnliga namn och firades i Italien och Frankrike som sin tids största skådespelare. Andreini skrev även dikter och teaterstycken, bland annat herdekomedin Mirtilla, och hyllades av samtida skalder, bland annat med sonetter av Tasso. Andreini var sedan 1578 gift med skådespelaren Francesco Andreini och hade med honom sonen Giovanni Battista Andreini.